# Giulio Campi
Giulio Campi (1502 Cremona – 5. března 1572 Cremona) byl italský manýristický malíř, freskař a architekt. Je považován za vůdčí osobnost cremonské školy.

## Život
Giulio se narodil v Cremoně jako nejstarší syn malíře Galeazza Campi (1475/1477 – 1536), který byl blízkým spolupracovníkem Boccaccia Boccaccina (c. 1467 – c. 1525). Styl Galeazza Campiho, který byl jeho prvním učitelem, zůstal konzervativní a poplatný 15. století. Giuliovi mladší bratři Antonio a Vincenzo se rovněž stali známými malíři. Na některých zakázkách Giulio spolupracoval se synem Boccaccina, Camillem.
Roku 1522 Giulio odjel do Mantovy, kde pokračoval ve studiu malby, architektury a modelování u Giulia Romana (žáka a spolupracovníka Raphaela). Navštívil Řím, aby se důkladně seznámil s antickými památkami. Většinu života pracoval na různých místech v Lombardii (Cremona, Soncino, Meda, Bisuschio, Maleo, Milano, Castelnuovo Bocca d'Adda). Jeho žáky byli vlastní synové i další malíři a také zlatník a později malíř Bernandino Campi (1522–1592) aktivní v Reggio Emilia. Giulio Campi se podílel na výzdobě více než 20 kostelů v Cremoně a je považován za zakladatele tamní malířské tradice 16. století. V roce 1572 nechali synové Galeazzo, Curzio a Annibale otci zřídit hrobku v kostele San Nazaro v Cremoně.

## Dílo

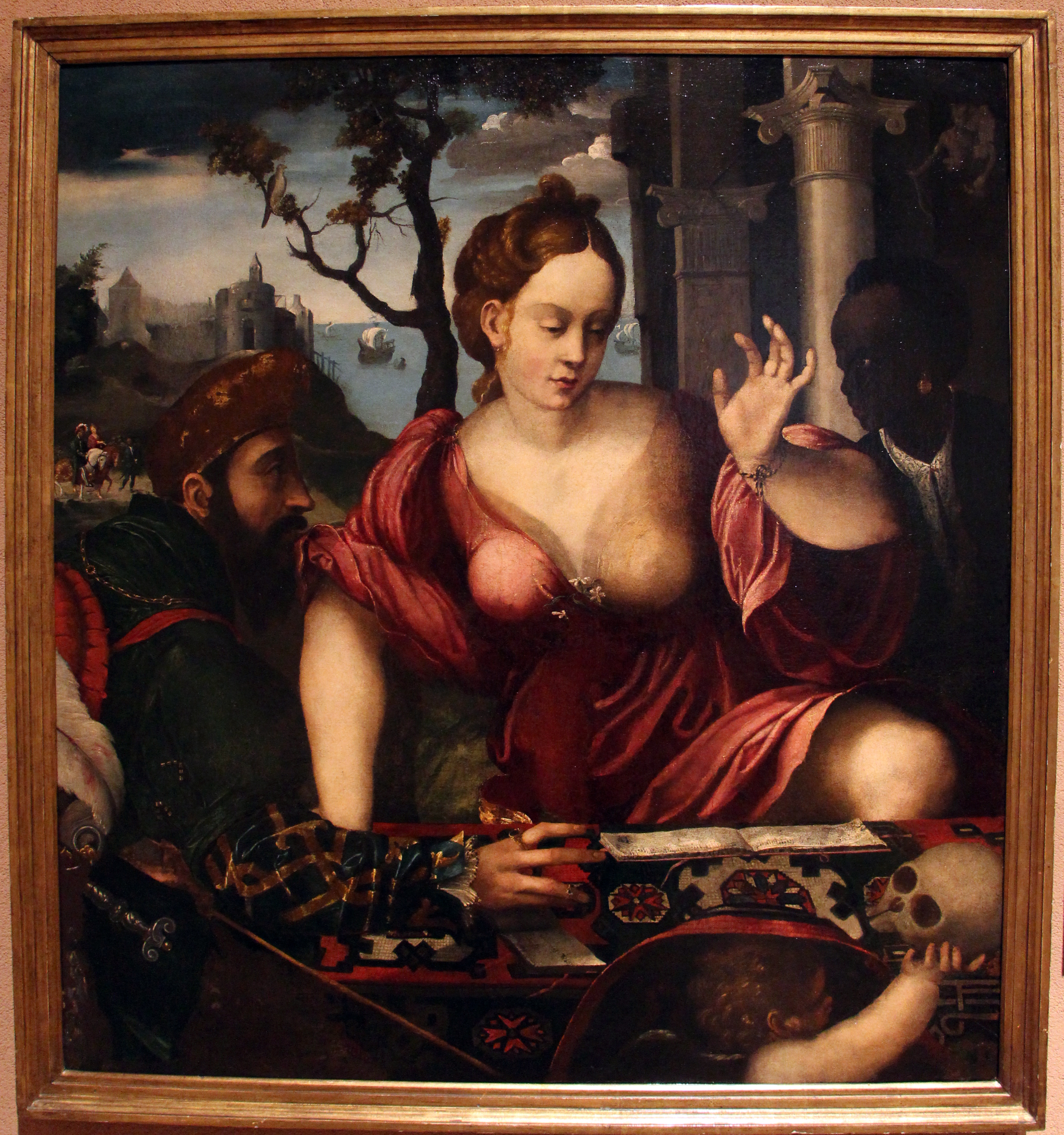
Giulio Campi, Allegoria della vanità, 1530–40

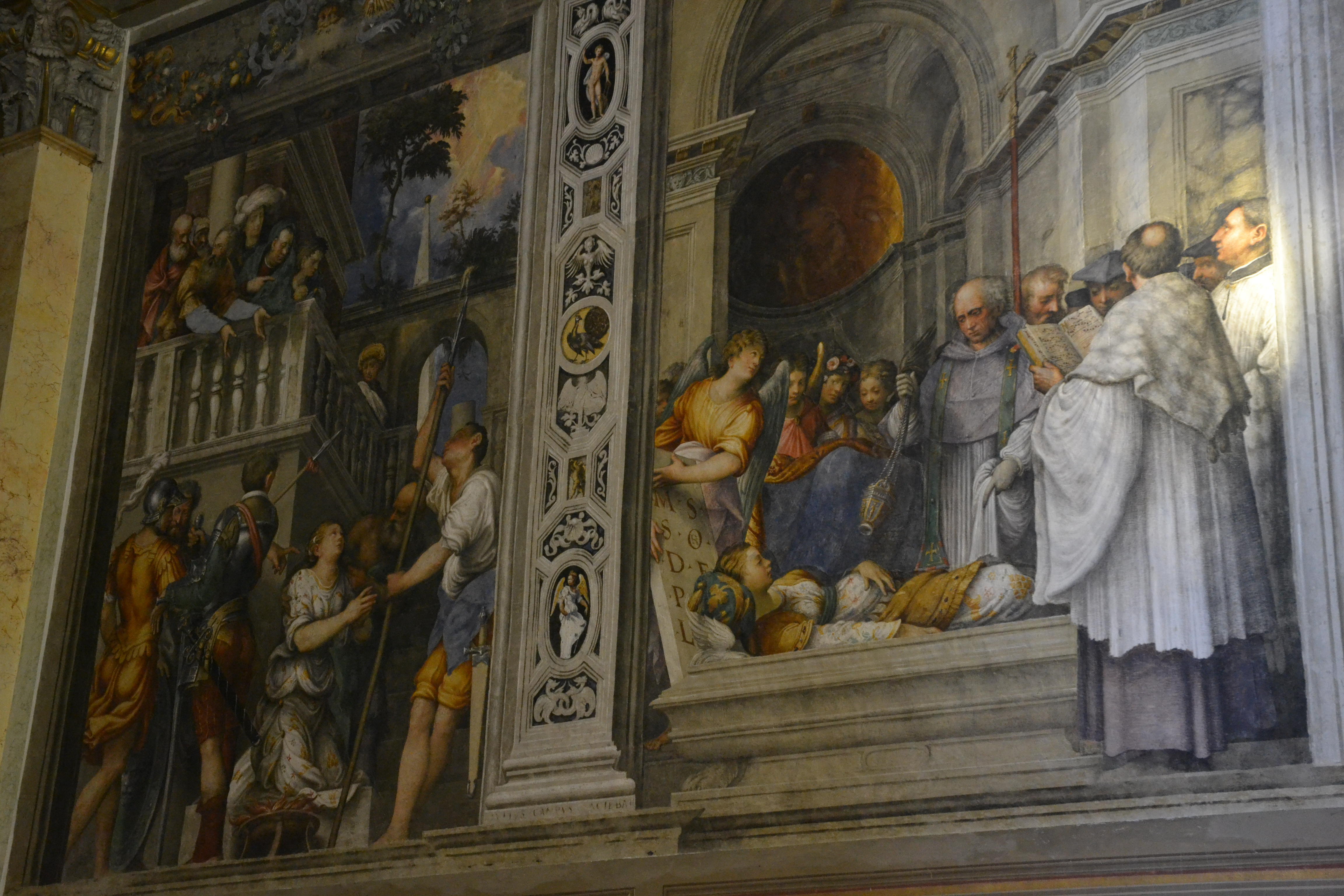
Giulio Campi, fresky v kostele Santa Agata, Cremona, 1537

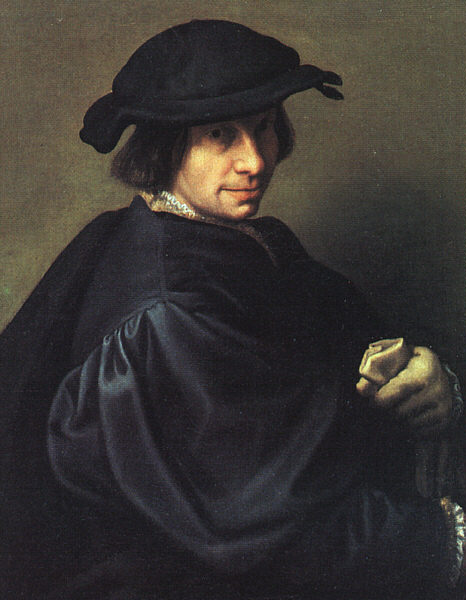
Portrét malířova otce, Galeazza Campiho

Dílo Giulia Campiho zahrnuje deskové obrazy s náboženskou tematikou, nástěnné malby profánního i sakrálního charakteru, portréty, návrhy na standardy a praporce cremonských cechů a také návrhy efemérní architektury. Ovlivnil ho malíř Pordenone, jehož fresky z 20. let se nacházejí v cremonském dómu. Tizianův vliv zprostředkoval po návratu z Benátek Camillo Boccaccino („Santa Maria del Cistello“, 1525, Národní galerie v Praze). Raná díla Giulia Campi (Madona s dítětem, St. Nazario a San Celso, 1527) jsou ponurá a konzervativní, s omezenou barevnou škálou. Později se jeho styl malby změnil pod vlivem Parmigianina, Correggia a Raphaela, ale zprvu tyto inovace kombinoval eklekticky bez skutečné vlastní tvořivé síly. Fresky v Santa Agata (1537) jsou směsí stylů Pordenoneho a Romanina.
Jeho vrcholným dílem jsou fresky a obrazy v cremonském kostelu San Sigismondo (1535–1539), na kterých spolupracoval s Camillo Boccaccinem. Oba malíři zde spojili monumentální klasicizující malbu podle Giulia Romana s elegantní a smyslnou manýristickou stylizací podle Parmigianina. Společně také připravili slavobrány k uvítání krále Karla V. v Cremoně roku 1541, jejichž podoba na přípravných kresbách se dochovala v albu Clary – Aldringenů z Teplic (Národní galerie v Praze) a popis ceremonií je obsažen ve spise mladšího bratra, Antonia Campiho „Cremona fedelissima città“ z roku 1585,. Giulio Campi se podílel i na dekoracích k uvítání následníka trůnu Filipa II. v Cremoně v roce 1549.

### Známá díla (výběr)
- 1525–1530 Madonna con il Bambino e Sant’Antonio da Padova, il beato Alberto di Villa d’Ogna e un offerente, Pinacoteca Brera[7]
- 1527 Madona s dítětem, St. Nazario a San Celso, nyní v kostele San Abbondio v Cremoně
- 1530 fresky v Sta Maria delle Grazie, Soncino
- 1536 oltářní obraz „La Vergine coi ducchi Sforza e Santi“ , kostel San Sigismondo, Cremona
- 1537 cyklus fresek se scénami ze života sv. Agáty, v kostele Santa Agata, Cremona
- 1544 obraz „Sacra famiglia con i santi Domenico e Francesco“ , Cremona, nyní v Pallazzo Farnese v Římě
- 1547 fresky v kostele Santa Margherita, Cremona
- 50. léta fresky v kostele San Sigismondo, Cremona
- 60. léta fresky v lodi dómu v Cremoně
- Palazzo Maggi v Cadignanu, spolu s bratrem Antoniem